# Irvine Sellar
Irvine Gerald Sellar (Londra, 3 settembre 1934 – 26 febbraio 2017) è stato un imprenditore britannico.
Iniziò la carriera nel settore dell'abbigliamento. Aprì negozi a Petty Coat Lane, St Albans e Soho in Carnaby Street, a Londra. Fondò la prima catena di negozi di moda unisex del Regno Unito, "Mates by Irvine Sellars". Nel 1981 era proprietario di 90 negozi. Nello stesso anno vendette tutta la sua attività nel settore dell'abbigliamento a un imprenditore del Sudafrica.
In seguito Sellar fondò l'azienda immobiliare "Ford Sellar Morris", quotata alla Borsa di Londra. Nel 1989 prese a prestito 111 milioni di sterline. In seguito al crollo dei prezzi degli immobili, l'azienda fallì nel 1991-92 e Sellar perse 28 milioni di sterline. 
Pochi anni dopo fondò l'azienda "Sellar Property Group". Nel 1998 acquisì la sede londinese del gruppo PwC e nello stesso anno acquistò il terreno dove avrebbe costruito The Shard, il grattacielo più alto di Londra. Con un contributo dell'80% da parte di investitori del Qatar, la costruzione terminò nel 2012.

Nel dicembre del 2016 il Westminster City Council ha approvato il suo progetto di costruire il Paddington Cube, un edificio cubico di 19 piani con facciate in vetro dal costo previsto di 775 milioni di sterline.